# Big Ben
Elizabetin stolp je stolp z uro, na severni strani Westminstrske palače v Londonu v Angliji. V notranjosti je stolpna ura, ki upravlja tudi bitje petih zvonov. Stolp ima vzdevek Big Ben, kar je bil prvotno vzdevek za največji zvon (imenovan Veliki zvon). Stolp se je do leta 2012 uradno imenoval Clock Tower, ko so ga preimenovali ob diamantnem jubileju Elizabete II.
Stolp je zasnoval Augustus Pugin v perpendicular gotskem slogu in je bil dokončan leta 1859. Je bogato okrašen in vključuje simbole, povezane s štirimi narodi Združenega kraljestva, rodbino Tudorjev in latinski napis kraljici Viktoriji. Stolp je visok 96 m, vzpon od tal do zvonika pa ima 334 stopnic. Njegov tloris je kvadraten, na vsaki strani meri 12 m. Številčnice ure imajo premer 6,9 m.
Ura uporablja svoj izvirni mehanizem in je bila po dokončanju največja in najbolj natančna štiristranska ura z udarci in zvonjenjem na svetu. Zasnovala sta jo Edmund Beckett Denison in George Airy, kraljevi astronom, izdelala pa sta ga Edward John Dent in Frederick Dent. Znana je po svoji zanesljivosti in jo je mogoče prilagoditi z dodajanjem ali odvzemanjem pre-decimalnih penijev z nihala. Veliki zvon je ulila Whitechapel Bell Foundry in tehta 13,5 dolge tone. Njen vzdevek morda izhaja od sira Benjamina Halla, ki je nadzoroval njeno namestitev, ali boksarskemu prvaku v težki kategoriji Benjaminu Cauntu. Na četrtnih urah so štirje zvonovi, ki zvonijo.
Elizabetin stolp je britanska kulturna ikona. Je eden najvidnejših simbolov Združenega kraljestva in parlamentarne demokracije in se pogosto uporablja v ustanovnem kadru filmov, ki se dogajajo v Londonu. Stolp z uro je od leta 1970 del dediščine stavbe I. stopnje, od leta 1987 pa je na Unescovem seznamu svetovne dediščine. Struktura je bila med letoma 2017 in 2021 popravljena in prenovljena, med tem pa so zvonovi z redkimi izjemami utihnili.

## Stolp

### Zgodovina
Elizabetin stolp, prvotno imenovan Clock Tower in popularno znan kot Big Ben, je bil zgrajen kot del načrta Charlesa Barryja za novo Westminstrsko palačo, potem ko je bila stara palača v veliki meri uničena v požaru 16. oktobra 1834. Čeprav je bil Barry glavni arhitekt neogotske palače, se je obrnil na Augustusa Pugina za načrt stolpa z uro, ki je podoben prejšnjim Puginovim načrtom, vključno s tistim za Scarisbrick Hall v Lancashiru. Gradnja stolpa se je začela 28. septembra 1843. Gradbena izvajalca sta bila Thomas Grissell in Morton Peto. Na lopatici z vpisom v parlamentarnem arhivu je zapisano, da je Emily, sestra Petove snahe, dobila čast položiti prvi kamen. To je bilo Puginovo zadnje oblikovanje, preden je leta 1852 zbolel za duševno boleznijo in umrl, Pugin sam pa je ob Barryjevem zadnjem obisku pri njem, da bi prevzel risbe, zapisal: »Še nikoli v življenju nisem tako trdo delal za gospoda Barryja, kajti jutri upodabljam vse svoje načrte za dokončanje njegovega zvonika in čudovit je.«.

### Oblikovanje
Stolp, dokončan leta 1859, je zasnovan v Puginovem neogotskem slogu in je visok 96,3 m, zaradi česar je tretji najvišji stolp z uro v Združenem kraljestvu. Njegove številčnice (na sredini) so 54,9 m nad tlemi. Osnova stolpa je kvadratna, meri 12,2 m na vsaki strani in počiva na betonskih temeljih debeline 3,7 m. Zgrajen je bil iz opeke, obložene na zunanjosti z peščeno obarvanim anstonskim apnencem iz Južnega Yorkshira, na vrhu pa je bil zvonik, pokrit s stotinami litoželeznih strešnikov. Obstaja spiralno stopnišče z 290 kamnitimi stopnicami do sobe z uro, ki mu sledi 44 do zvonika in dodatnih 59 do vrha zvonika.
Nad zvonikom in Ayrtonovo lučjo je 52 ščitov, okrašenih z nacionalnimi simboli štirih držav Združenega kraljestva: rdeča in bela vrtnica angleške rodbine Tudor, bodika iz Škotske, deteljica Severne Irske in por iz Walesa. Na njih je tudi granatno jabolko Katarine Aragonske, prve žene tudorskega kralja Henrika VIII.; vrata, ki simbolizirajo oba domova parlamenta; in fleur-de-lis, zapuščina iz časa, ko so angleški monarhi trdili, da vladajo Franciji.
Prezračevalni jašek, ki poteka od tal do zvonika in meri4,9 m krat 2,4 m, je zasnoval David Boswell Reid, znan kot dedek klimatskih naprav. Namenjen je bil vnašanju hladnega, svežega zraka v Westminstrsko palačo; v praksi to ni delovalo in jašek so preuredili v dimnik, vse do leta 1914. Konservatorska dela v letih 2017–2021 so vključevala dogradnjo dvigala, ki je bilo nameščeno v jašku.
Temelji slonijo na plasti proda, pod katerim je londonska glina. Zaradi teh mehkih tal se stolp rahlo nagiba proti severozahodu za približno 230 mm na 55 m višine, kar daje naklon približno 1⁄240. To vključuje načrtovano največ 22 mm povečanega nagiba zaradi predorov za podaljšanje metro linije Jubilee. V 1990-ih so na tisoče ton betona načrpali v tla pod stolpom, da bi ga stabilizirali med gradnjo Westminstrskega odseka linije Jubilee. Na koncu se je nagnil za približno 500 mm. Strokovnjaki verjamejo, da nagnjenost stolpa ne bo problem še naslednjih 4000 do 10.000 let.

## Ime
Novinarji so ga v času vladavine kraljice Viktorije imenovali stolp svetega Štefana. Ker so člani parlamenta prvotno sedeli v dvorani sv. Štefana, so ti novinarji vse, kar je bilo povezano z domom parlamenta, označevali kot »novice iz sv. Štefana« (palača ima posebnost, imenovano stolp sv. Štefana, ki je nad javnim vhodom). Dne 2. junija 2012 je spodnji dom glasoval v podporo predlogu za spremembo imena iz Clock Tower v Elizabeth stolp v spomin na Elizabeto II. v letu njenega diamantnega jubileja, saj je bil veliki zahodni stolp, znan kot Viktorijin stolp, poklon kraljici Viktoriji ob njenem diamantnem jubileju. 26. junija 2012 je spodnji dom potrdil, da se lahko spremeni ime. David Cameron, takratni premier, je uradno naznanil spremembo imena 12. septembra 2012. Spremembo je zaznamovala slovesnost poimenovanja, na kateri je John Bercow, takratni predsednik spodnjega doma parlamenta, odkril ploščo, pritrjeno na stolp na sosednjem Speaker's Greenu.

## Zaporniška soba
Znotraj stolpa je s hrastovim opažem obložena zaporniška soba, do katere je mogoče dostopati le iz Spodnjega doma parlamenta, ne pa skozi vhod v stolp. Nazadnje je bil uporabljen leta 1880, ko je ateista Charlesa Bradlaugha, novoizvoljenega poslanca v parlamentu iz Northamptona, zaprl Serjeant at Arms, potem ko je protestiral proti verski prisegi zvestobe kraljici Viktoriji. Uradno lahko Serjeant at Arms še vedno izvaja aretacije, saj ima za to pooblastila že od leta 1415. Sobo pa trenutno zaseda odbor za peticije, ki nadzoruje peticije, predložene parlamentu.

## Ayrton luč
Novo funkcijo je leta 1873 dodal Acton Smee Ayrton, takrat prvi komisar za dela in javne zgradbe. Ayrtonova luč je svetilka, ki je nameščena nad zvonikom in se prižge vsakič, ko parlament zaseda, ko se zmrači. Vidi se iz vsega Londona. Prvotno je svetila proti Buckinghamski palači, tako da je lahko kraljica Viktorija pogledala skozi okno in videla, kdaj je spodnji dom na delu.

## Ura

### Številčnice
Augustus Pugin je pri oblikovanju številčnic črpal navdih pri urarju Benjaminu Lewisu Vulliamyju. Vsaka je izdelana iz litoželeznih delov, pritrjenih skupaj. Celoten okvir ima premer 6,9 m, zaradi česar so tretje največje v Združenem kraljestvu. Vsaka vsebuje 324 kosov opalescentnega stekla. Prvotno so bile številčnice osvetljene s plinskimi svetilkami, sprva le med zasedanjem parlamenta, od leta 1876 pa so bile redno osvetljene od mraka do zore. Električne žarnice so bile nameščene v začetku 20. stoletja. Okrašene obrobe številčnic so pozlačene. Na dnu vsake številčnice je latinski napis DOMINE SALVAM FAC REGINAM NOSTRAM VICTORIAM PRIMAM, kar pomeni O Gospod, varuj našo kraljico Viktorijo Prvo. Za razliko od številčnic ure z rimskimi številkami, ki prikazujejo položaj 4 kot IIII, številčnice velike ure prikazujejo 4 kot IV. Urni in bakreni minutni kazalci na uri so dolgi 2,7 m in 4,3 m.
Ko so bili dokončani, so bili okvir in kraki prusko modri, vendar so bili v 1930-ih pobarvani v črno, da bi prikrili učinke onesnaženosti zraka. Prvotna barvna shema je bila ponovno vzpostavljena med konservatorskimi deli v letih 2017–2021. Ugotovljeno je bilo, da je bilo v zadnjih 160 letih uporabljenih nič manj kot šest različnih barvnih shem. Tudi viktorijansko steklo je bilo odstranjeno in nadomeščeno z vernimi reprodukcijami, ki so jih v Nemčiji izdelali steklarji Glasfabrik Lamberts.

### Premikanje
Urni mehanizem je znan po svoji zanesljivosti. Oblikovalca sta bila odvetnik in amaterski urolog Edmund Beckett Denison in George Airy, kraljevi astronom. Gradnja je bila zaupana urarju Edwardu Johnu Dentu; po njegovi smrti leta 1853 je njegov pastorek Frederick Dent dokončal delo leta 1854. Ker stolp ni bil dokončan do leta 1859, je imel Denison čas za eksperimentiranje pred njegovo namestitvijo aprila istega leta: namesto da bi uporabil zaščitni izhod in remontoir, kot je bilo prvotno zasnovano, je izumil dvojni trikraki gravitacijski pobeg, ki zagotavlja najboljšo ločitev med nihalo in urni mehanizem ter tako blažijo vplive dežja, vetra in snega na številčnice. Denison svojega dizajna ni nikoli patentiral in hitro je postal standard na vseh novih visokokakovostnih stolpnih urah.
Na vrhu nihala je majhen sveženj pre-decimalnih peni kovancev; ti so namenjeni prilagajanju ure. Dodajanje kovanca vpliva na majhen dvig položaja središča mase nihala, zmanjšanje efektivne dolžine palice nihala in s tem povečanje hitrosti nihanja nihala. Dodajanje ali odstranjevanje penija bo spremenilo hitrost ure za 0,4 sekunde na dan. Čas ohranja na nekaj sekund na teden. Ročno se navija (traja približno 1,5 ure) trikrat na teden. Oskrbnik ure je poleg nadzora vseh vidikov vzdrževanja v palači odgovoren za skrb za gibanje. Ekipa urologov je na voljo 24 ur na dan, da v nujnih primerih skrbi za uro.
10. maja 1941 je nemško bombardiranje poškodovalo dve številčnici ure in dele stopničaste strehe stolpa ter uničilo dvorano spodnjega doma. Arhitekt Sir Giles Gilbert Scott je zasnoval nov petnadstropni blok. Dve nadstropji zavzema trenutna dvorana, ki je bila prvič uporabljena 26. oktobra 1950. Ura je tekla natančno in zvonila ves čas Blitza.

## Zvonovi

### Veliki zvon
Glavni zvon, uradno znan kot 'Veliki zvon', bolj znan kot Big Ben, je največji zvon v stolpu in del Velike Westminstrske ure. Sliši se E-naravno.
Prvotni zvon je bil 16-tonski urni zvon, ki ga je 6. avgusta 1856 v Stockton-on-Teesu ulil John Warner & Sons. Domneva se, da naj bi se zvon prvotno imenoval Victoria ali Royal Victoria v čast kraljice Viktorije, vendar je poslanec med parlamentarno razpravo predlagal trenutni vzdevek zvona Big Ben; komentar ni zabeležen v Hansardu.
Ker stolp še ni bil dokončan, je bil zvon nameščen na dvorišču Nove palače, vendar je med testiranjem počil, tako da ga ni bilo mogoče popraviti, zato so ga morali zamenjati. Zvon je bil preoblikovan 10. aprila 1858 v livarni Whitechapel Bell Foundry kot 13,5-tonski. Drugi zvon je bil prepeljan iz livarne do stolpa na vozičku, ki ga je vleklo šestnajst konj, množice pa so vzklikale njegov napredek; nato so ga potegnili 61,0 m do zvonika Clock Towerja, kar je trajalo 18 ur. Visok je 2,29 m in ima premer 2,74 m. Ta novi zvon je prvič zazvonil 11. julija 1859; septembra je tudi ta počil pod kladivom. Po besedah vodje livarne, Georgea Mearsa, je urar Denison uporabil kladivo, ki je več kot dvakrat presegalo največjo navedeno težo. Za tri leta je bil Big Ben umaknjen iz obratovanja in ure so udarjale na najnižji četrtini zvonov, dokler ga niso popravili. Za popravilo je bil iz roba okoli razpoke odkrušen kvadraten kos kovine, zvon pa je bil obrnjen za osmino obrata, tako da je novo kladivo udarilo na drugo mesto. Big Ben je od takrat zvonil z nekoliko drugačnim tonom in je še danes v uporabi, saj razpoka ni bila popravljena. Big Ben je bil največji zvon na Britanskem otočju, dokler leta 1881 ni bil ulit Veliki Pavel, 16,75-tonski zvon, ki trenutno visi v stolnici sv. Pavla.
Avgusta 2007 je bil zvonov udarnik prvič po namestitvi zamenjan.

#### Vzdevek
Izvor vzdevka Big Ben je predmet razprave. Vzdevek je bil najprej uporabljen za Veliki zvon; morda je bil poimenovan po siru Benjaminu Hallu, ki je nadzoroval postavitev Velikega zvona, ali po angleškem boksarskem prvaku v težki kategoriji Benjaminu Cauntu. Zdaj se Big Ben pogosto uporablja za označevanje ure, stolpa in zvona skupaj, čeprav vzdevek ni splošno sprejet, saj se nanaša na uro in stolp. Nekateri avtorji del o stolpu, uri in zvonu se temu izognejo tako, da v naslovu najprej uporabijo besede Big Ben, nato pa pojasnijo, da sta predmet knjige ura in stolp ter zvon.

### Zvonovi
Skupaj z Velikim zvonom so v zvoniku štirje četrt zvonovi, ki na četrt ure predvajajo Westminstrske četrti. Štirje četrt zvonovi zvenijo G♯, F♯, E in B. Ulili so jih John Warner & Sons v svoji livarni Crescent Foundry leta 1857 (G♯, F♯ in B) in 1858 (E). Livarna je bila v kraju Jewin Crescent, danes znanem kot The Barbican, v londonskem Cityju. Zvonove oglašajo kladiva, ki jih vlečejo kabli, ki prihajajo iz povezovalne sobe - prostora z nizkim stropom med sobo z uro in zvonikom -, kjer jih sprožijo kabli, ki prihajajo iz vlaka.
Četrt zvonovi igrajo enkratno ponavljajoče se zaporedje 20 not in štirih sprememb v tonaliteti E-dura: 1–4 na četrtinki, 5–12 na pol, 13–20 in 1–4 na četrtinki, in 5–20 na uro (kar se oglasi 25 sekund preden glavni zvon odbije uro). Ker nizki zvon (B) udari dvakrat v hitrem zaporedju, ni dovolj časa, da bi kladivo potegnili nazaj, zato je opremljen z dvema kladivoma na nasprotnih straneh zvona. Melodija je melodija Cambridge Chimes, ki je bila prvič uporabljena za zvonjenje cerkve Great St Mary v Cambridgeu, in domnevno različica, pripisana Williamu Crotchu, ki temelji na violinskih stavkih iz I know that my Redeemer liveth v Händlovem Mašah. Imenovalne besede zvonjenja, ki spet izhajajo iz Great St Mary in so namig na Psalm [[bibl|Ps 37,23–24}}, so: »Vso to uro/Gospod bodi moj vodnik/In s tvojo močjo/Nobena noga ne bo drsela«. [81] Zapisani so na plošči na steni urarnice.[82]
Ena od zahtev za uro je bila, da mora biti prvi udarec urnega zvona točen do ene sekunde na dan. Toleranca se nanaša na srednji čas po Greenwichu (BST poleti). Tako na primer ob dvanajsti uri prvi od dvanajsturnih udarcev zvona označuje uro (novo leto na silvestrovo ob polnoči). Čas, ki ga signalizira zadnji od šestih pipov (UTC), je lahko delno drugačen.
13. novembra 2022, na spominsko nedeljo, so se zvonovi Big Bena prvič po avgustu 2017 vrnili v redno delovanje, preden je ob 11.00 po lokalnem času zazvonil urni zvon, prva ura pa označuje začetek dveh minut tišina.

### Videos
- What's inside Big Ben? (Elizabeth Tower) Comprehensive 2022 YouTube animation that shows clock's workings
- Inside Big Ben's Makeover short 2020 film by the B1M
- The Mechanical Genius of Big Ben (2017) documentary by Discovery
- Big Ben's a Hundred (1959) newsreel by British Pathé
- Big Ben's Clean Up (1955) by British Pathé
- Big Ben: Inside London's Famous Clock (1950) by British Pathé